# Kerkstraat (Kampen)
De Kerkstraat is een straat in het centrum van de Nederlandse stad Kampen. De Kerkstraat loopt vanaf de Burgwal tot de Oudestraat en de Herensmitsteeg waar hij in overgaat. Zijstraten van de Kerkstraat zijn de Buiten Nieuwstraat (die de Kerkstraat kruist) en de Buiten Hofstraat. De Kerkstraat is ongeveer 100 meter lang.
Op het adres Kerkstraat 1 staat de rijksmonumentale rooms-katholieke Buitenkerk (Mariakerk) uit 1369.

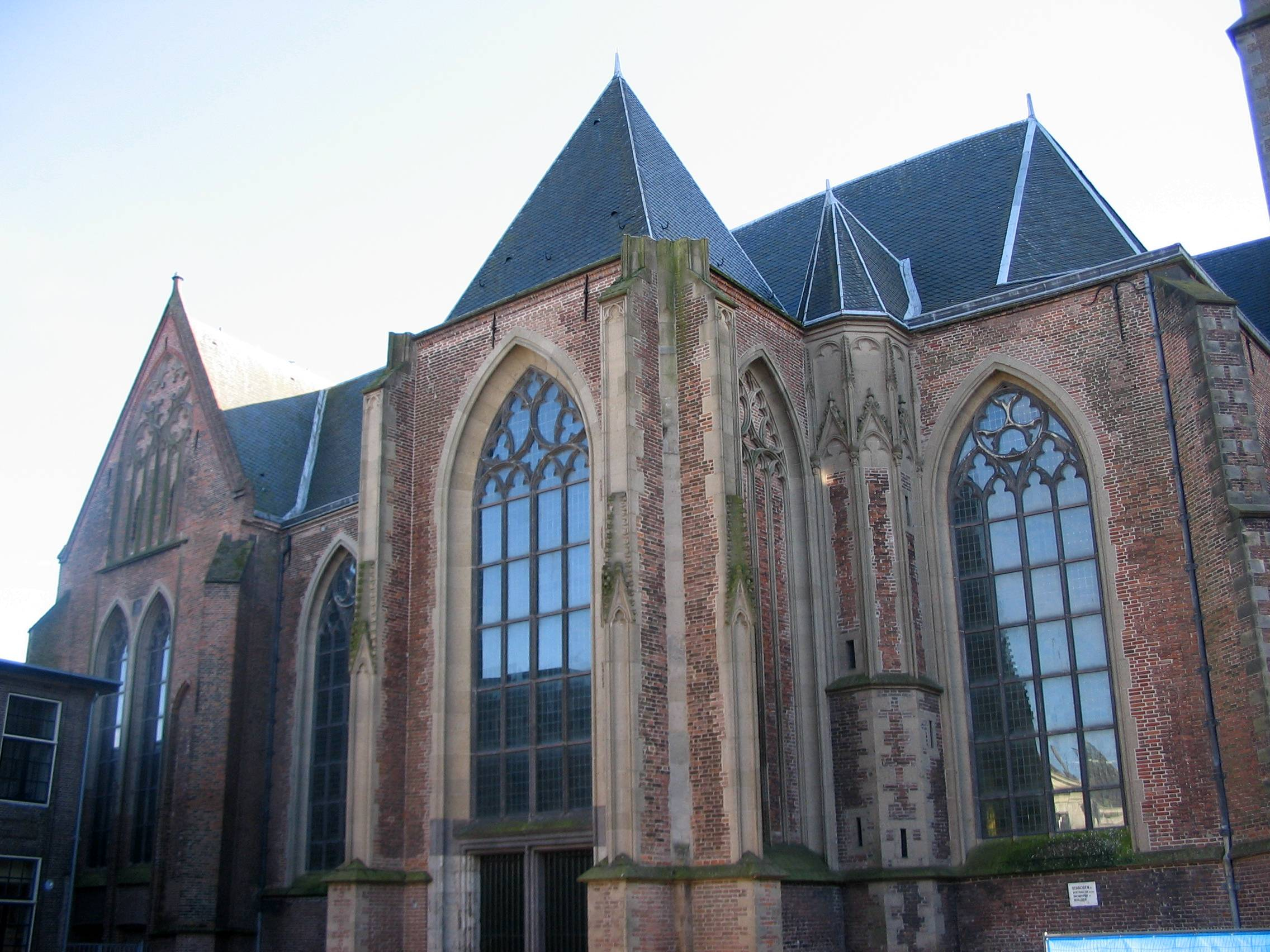
Buitenkerk (rijksmonument)

Botermarkt ·
Broederweg ·
Buiten Nieuwstraat ·
Burgwal ·
Burgwalstraat ·
Gasthuisstraat ·
Geerstraat ·
Groenestraat ·
Kerkstraat ·
Koornmarkt ·
Muntplein ·
Nieuwe Markt ·
Oude Raadhuisplein ·
Oudestraat ·
Plantage ·
Van Heutszplein ·
Vloeddijk ·
Voorstraat ·
IJsselkade